# Liste der Baudenkmäler in Coburg/N
Dieser Teil der Liste der Denkmäler in Coburg beschreibt die denkmalgeschützten Objekte in folgenden Coburger Straßen und Plätzen:
- Nägleinsgasse
- Neuer Weg
- Neugasse
- Neustadter Straße
- Nordlehne

## Nägleinsgasse
| Adresse Bezeichnung Akten-Nr.                            | Beschreibung | Foto |
| -------------------------------------------------------- | --- | ---- |
| Nägleinsgasse (Lage)                                     | Die Nägleinsgasse hat ihren Ausgangspunkt am Markt. Dort beginnt sie parallel zur Judengasse, ehe sie rechts abknickt und parallel zur Spitalsgasse verläuft und an der Mauer endet. Die Bezeichnung ist seit 1605 nachweisbar und kann wohl von Nägelein was einer Nelke entspricht hergeleitet werden. Von der alten Bausubstanz sind noch die Häuser Nr. 4 und 5 vorhanden. |      |
| Nägleinsgasse 4 (Standort) Badehaus D-4-63-000-368       | Das ehemalige Mittelbad gibt es nachweislich seit 1403. Die Badestube im abgesenkten Rückgebäude wurde 1811 von den Badern aufgegeben, danach waren andere Handwerker in dem Haus ansässig. Anfang des 18. Jahrhunderts waren größere Umbaumaßnahmen im vorderen Bereich durchgeführt worden, die gemäß dem Keilstein des Portals 1739 beendet wurden. Nach dem Erwerb durch Hofbrauhaus AG folgte der Umbau des Erdgeschosses zur Klosterschänke. Zwischen 1984 und 1996 kam es zu einem abschnittsweisen Umbau mit einer teilweisen Entkernung. Das dreigeschossige Eckhaus mit Mansarddach besitzt massive Erdgeschossaußenwände auf denen die verputzten Fachwerkwände der Obergeschosse ruhen. Die Fassade der Traufseite ist durch fünf Achsen gekennzeichnet. Im Erdgeschoss sind links zwei Gaststubenfenster mit geohrten Profilrahmen vorhanden. Rechts daneben, steht ein geohrtes Portal mit einem segmentbogigen Wulstprofil und einem durch ein Kehlgesims überdachten Kehlstein, gefolgt von einem weiteren Fenster. Die Hauskanten sind, wie bei der einachsigen, abgeschrägten Eckwand mit der Gassenschänke, durch Sandsteinquader betont. Die Giebelwand besitzt vier Achsen und kleine geohrte Fenster im Erdgeschoss. Das zweigeschossige Rückgebäude mit einem Satteldach zeichnet im tiefer gelegten Erdgeschoss, hinter einem Segmentbogenfenster, der zweijochige, kreuzgratgewölbte ehemalige Baderaum aus. |      |
| Nägleinsgasse 5 (Standort) Handwerkerhaus D-4-63-000-369 | Die Bausubstanz des dreigeschossigen Eckhauses lässt sich bis ins Spätmittelalter zurückverfolgen, eine Bebauung ist für 1508 belegt. Die heutige Gestalt des ehemaligen Handwerkerhauses stammt aus dem 17. oder 18. Jahrhundert. Umfangreiche Umbauten zur Wohnnutzung des Erd- und des Dachgeschosses veranlasste 1897 Philipp Götz. Dabei wurden unter anderem die Außenwände erneuert und bekamen eine neue Fensteranordnung. Im Dach wurde auf der Ostseite eine Gaube eingebaut. 1959 folgte der Einbau eines Ladens mit Werkstatt. Zur Freilegung des Fachwerks der Obergeschossaußenwände kam es 1979, die Verschieferung des westlichen Giebels blieb erhalten. Das lang gestreckte Satteldachhaus ist durch sechs Achsen auf der Traufseite und drei auf der Giebelseite gekennzeichnet. Die Langseite weist eine unregelmäßige Fensterstellung auf. Die Eingänge sind auf den Schmalseiten angeordnet. Die Fachwerkaußenwände der Obergeschosse sind auskragend über dem niedrigen Erdgeschoss ausgebildet. Die Struktur des Fachwerks besteht aus einer engen Ständerstellung mit Querstreben und Andreaskreuzen in den Brüstungen der Langseite. |      |

## Neuer Weg
| Adresse Bezeichnung Akten-Nr.               | Beschreibung | Foto |
| ------------------------------------------- | --- | ---- |
| Neuer Weg (Lage)                            | Die Straße Neuer Weg ist die Fortsetzung der Adamistraße. Sie beginnt am Judenberg und endet an der Frankenbrücke wo sie von dem Weichengereuth verlängert wird. Er wurde während des Siebenjährigen Krieges westlich der Itz am Fuß der Anhöhen, ausgehend von der Judenbrücke, angelegt. Im 20. Jahrhundert folgte der Ausbau als Umgehungsstraße, 1970 wurde er Teil der Stadtautobahn. |      |
| Neuer Weg 5 (Standort) Villa D-4-63-000-729 | Im Jahr 1873 beauftragte der Generalmajor a. D. von Stein den Bauinspektor Bernhard Kleemann mit dem Bau einer zweigeschossigen Villa in der Tradition des Klassizismus. 1903 folgte für den Ingenieur Carl Greif durch das Baugeschäft Bernhard Brockardt eine Aufstockung um ein Mezzaningeschoss und die Umgestaltung des Eingangs. Das Walmdachhaus besitzt einen etwa quadratischen Grundriss. Das Sockelgeschoss zeichnet sich durch Sandsteinquader, kleine Fenster und ein Profilgesims zur Trennung vom Erdgeschoss aus. Oben sind die Fassaden aus Ziegel mit Sandsteingliederungen durch mittige, dreigeschossige Risalite mit Zwerchhäusern gekennzeichnet. In der Straßenfront ist davor ein Erker mit toskanischen Pfeilern und einer Altane angeordnet. Die Südseite weist einen polygonalen Erker mit Altane auf, die Nordseite den Eingang mit einem Treppenhausrisalit.                 |      |
| Neuer Weg 7 (Standort) Villa D-4-63-000-730 | Im Jahr 1889 ließ sich der Korbwarenfabrikant Nikolaus Schörner die historistische, eingeschossige Villa mit einem Mansardwalmdach errichten. Das Sockelgeschoss des in Hanglage stehenden Hauses unterscheidet sich durch Sandsteinquader und kleine Fenster vom Erdgeschoss mit seiner aus Ziegel mit Sandsteingliederungen bestehenden Fassade. Die Straßenfront weist zum einen zwei äußere Fensterachsen mit Dreiecksgiebeln und Hausgauben auf. Zum anderen zeichnet sie sich durch einen mittigen Ziergiebelrisalit mit in jedem Geschoss drei zusammengefassten Fenstern und einen Balkon auf vier Konsolen, aus. Pilaster in den Ecken mit Spiegel und Tondi sowie ein Profilgebälk mit Dreiecksgiebel über der Fenstergruppe dekorieren den Risalit. Den zwerchhausähnlichen Giebel zieren Volutenstützen und mittig ein Rundbogengiebel. Die Nordfassade besitzt einen Erker mit Eckpilastern. |      |

## Neugasse
| Adresse Bezeichnung Akten-Nr.                          | Beschreibung | Foto |
| ------------------------------------------------------ | --- | ---- |
| Neugasse (Lage)                                        | Die nach Westen abfallende Neugasse verbindet seit 1556 mit Hilfe der Hofeinfahrt und des Hinterhofes des Münzmeisterhauses die Ketschengasse mit dem Kirchhof. Die parallel zur Steingasse verlaufende Gasse war eine bedeutende Verbindung der Coburger Altstadt. |      |
| Neugasse (Standort) Garten, Einfriedung D-4-63-000-235 | Die Sandsteinbalustrade stammt vermutlich aus dem 19. Jahrhundert. Sie steht zwischen den Häusern Nr. 3 und Nr. 5 und begrenzt den Garten des Anwesens Kirchgasse 12. Die Balustrade steht auf einem Sandsteinsockel. Sie weist kantige Balustersäulen, gespiegelte Pfosten und ein Bandgesims auf. Zwei Steinkugeln sind auf den Pfosten neben der dreistufigen Zugangstreppe angeordnet. |      |
| Neugasse 1 (Standort) Ehem. Steinwerk D-4-63-000-372   | Der mehrteilige Gebäudekomplex besteht zum einen aus dem dreigeschossigen Hauptgebäude, das Anfang bis Mitte des 13. Jahrhunderts datiert wird. Es ist in Coburg wohl das älteste erhaltene Steinhaus und einziges Beispiel spätromanischer Profanarchitektur. Die Fassade des Kernbaus besteht aus Sandsteinquadern und weist eine spätmittelalterliche bzw. neuzeitliche Fensteranordnung auf. Der Abschluss oben erfolgt mit einem Treppengiebel. Im Erdgeschoss sind drei Lagerräume mit Tonnenwölbungen vorhanden, entsprechend einer ursprünglichen Nutzung als Lager- oder Verkaufsraum. Die dortigen segmentbogigen Fenster stammen von 1903. Im 15. Jahrhundert fand wohl der Umbau zu einem Wohnhaus statt. Zum anderen steht links neben dem Haupthaus eine Tormauer mit einer rundbogigen Einfahrt aus dem 16. Jahrhundert. Die Durchfahrt und der halbe Hof wurden im 17. oder 18. Jahrhundert mit einem auskragenden, zweigeschossigen Satteldachhaus, einer Fachwerkkonstruktion, und einer offenen Hoflaube überbaut. Das Rückgebäude ist als viergeschossiges, giebelständiges Satteldachhaus ausgebildet, dessen Bausubstanz ins 13. bis 15. Jahrhundert zurückreicht. Das Gebäude besitzt ein massives gewölbtes Erdgeschoss, auf dem seit etwa 1450 die drei Obergeschosse als Fachwerkkonstruktion stehen. Die Erschließung erfolgt über einen achteckigen Treppenturm aus dem 16. oder 17. Jahrhundert, der sich durch eine Spindeltreppe und eine welsche Haube auszeichnet. |      |
| Neugasse 3 (Standort) Wohnhaus D-4-63-000-373          | Das dreigeschossige Wohnhaus wurde um 1800 errichtet und war von 1816 bis 1833 Wohnsitz des Hofmalers Friedrich Krüppel. 1892 ließ sich der Schreinermeister Christian Seidenzahl eine Werkstatt einbauen, was Umbauten im Erdgeschoss und Änderungen der Fassade, wie zum Beispiel die Verschiebung der Eingangstür etwas nach links, zur Folge hatte. Das traufständige Mansarddachhaus weist eine verputzte Fachwerkfassade auf einem massiven Sockel stehend aus. Im Erdgeschoss sind drei geohrte Fenster mit profilierten Rahmen angeordnet. Links daneben ist der Eingang, darüber ein Keilstein mit der Bezeichnung 1508, mit einer Haustür mit zwei Flügeln in barockisierenden Formen. Die beiden Obergeschosse besitzen fünf Fensterachsen und aufgeputzte Profilgesimse. Das Treppenhaus mit Holzeinbauten wurde um 1892 erbaut. |      |

## Neustadter Straße
| Adresse Bezeichnung Akten-Nr.                                        | Beschreibung | Foto |
| -------------------------------------------------------------------- | --- | ---- |
| Neustadter Straße (Lage)                                             | Die Neustadter Straße beginnt am Thüringer Kreuz als Fortsetzung der Kasernenstraße und verläuft als Ausfallstraße parallel zur Itz nach Neustadt bei Coburg. Sie war ursprünglich Teil der Handelsstraße von Nürnberg über Coburg nach Leipzig. |      |
| Neustadter Straße 1 (Standort) 95er-Kaserne D-4-63-000-375           | Das Gebäude wurde von 1804 auf dem Areal der Domäne Herrenhof errichtet. Das ehemalige herzogliche Ökonomie- und Fabrikgebäude wies Wohnungen, Stallungen, eine Spinnerei, ein Brauhaus und eine Brennerei auf. 1850 folgte der Umbau und die Erweiterung zur Neuen Kaserne nach Plänen des Hof- und Theaterbaumeisters Karl Balthasar Harres und bis 1867 war dort ein Füsilier-Bataillon stationiert, später das III. Bataillon des 6. Thüringischen Infanterieregiments Nr. 95. Im Juni 1939 bekam die Kaserne zu Ehren des letzten Kommandeurs des 6. Thüringischen Infanterieregiments Nr. 95 Fritz von Selle den Namen „General-von-Selle-Kaserne“. Nach dem Zweiten Weltkrieg bis 1979 nutzte die Stadt Coburg das Anwesen zu Wohnzwecken, 1980 folgte für die Nutzung durch Dienststellen der Landes- und Grenzpolizei eine umfassende Instandsetzung mit einer Gebäudeentkernung. Das durch seine klare Gestaltung und ausgewogene Proportionen gekennzeichnete klassizistische Gebäude gilt als hervorragendes Beispiel für die ökonomische Nutzarchitektur des 19. Jahrhunderts. |      |
| Neustadter Straße 18 (Standort) Telegrafenamt D-4-63-000-732         | Im Jahr 1934 entstand nach Plänen der bei der Oberpostdirektion Bamberg angestellten Architekten Simm, Rosenauer und Kuschel das Wohnhaus für bei der Postverwaltung beschäftigte Mitarbeiter. Später nahm das Gebäude das Telegrafenamt auf. Das einfach gestaltete Traufseithaus ist beispielhaft für die Münchner Postbauschule. Durch eine Hanglage besitzt es ein Tiefgeschoss und das Erdgeschoss als Wohngeschoss. Die Fassade des langgestreckten Gebäudes ist gekennzeichnet durch acht Achsen und ein flaches Walmdach. Die beiden seitlich angeordneten Eingänge haben sechsfeldrige Glastüren und über Hausteinrahmen zieren allegorische Reliefs der Mechanik - Arbeiter mit Zahnrad- und des Stroms –Arbeiter mit Isolatoren- die Fassade. |      |
| Neustadter Straße 34/36 (Standort) Gutshof Neudörfles D-4-63-000-597 | Dieser Gutshof ist um 1633 entstanden und war früher von einem sehr ausgedehnten englischen Landschaftsgarten, dem Ulmannpark, umgeben, von dem heute noch ein sechs Hektar großer Landschaftsgarten verblieben ist. Auf dem Gutshof stehen ein spätklassizistisches villenartiges Herrenhaus, das 1866 von Georg Rothbart erbaut wurde, ein Wirtschaftshof von 1633 mit einem zweigeschossigen Walmdachhaus sowie Ökonomiegebäude jüngeren Datums und ein Brunnentrog. |      |

## Nordlehne
| Adresse Bezeichnung Akten-Nr.                                  | Beschreibung | Foto |
| -------------------------------------------------------------- | --- | ---- |
| Nordlehne (Lage)                                               | Die Nordlehne zweigt als Sackgasse von der Unteren Klinge ab. Seit 1914 führt die Straße die Bezeichnung, da sie sich an das Nordende des Festungsberges anlehnt. |      |
| Nordlehne 1/3 (Standort) Doppelhaus Klingenburg D-4-63-000-376 | Der Architekt und Bauunternehmer August Berger errichtete zwischen 1913 und 1918 das Doppelwohnhaus, die sogenannte Klingenburg, im Stil des reduzierten Historismus. Das mehrteilige Mietshaus wird geprägt durch seine Hanglage. Das Anwesen besteht aus zwei sich kreuzenden viergeschossigen Satteldachflügeln. Im Winkel ist ein markanter, aus der Dachfläche wachsender, massiver Treppenturm vorhanden. Die nach Südwesten ausgerichtete Giebelfassade des Hauses Nr. 1 besitzt im Erdgeschoss einen drei Fensterachsen breiten Erker, mit Säulen und Pilastergliederung sowie einem Söller. In der Mitte ist im ersten und zweiten Obergeschoss ein flacher zweigeschossiger Erker vorhanden. Im zweiten Obergeschoss beginnen zusätzlich seitlich zweigeschossige Erker, die im dritten Obergeschoss einen Balkon durchdringen. Der überstehende Giebel wird durch einen Fußwalm mit einem Balkon gekennzeichnet. Während an der Straßenfassade die zwei Konsolbalkone im zweiten Obergeschoss auffällig sind, ist die gegenüberliegende Ostseite durch sechs breite, mit Glasvorschüssen überdachte Balkone gekennzeichnet. Die westliche Giebelseite von Haus Nr. 3 zeichnet ein vorgesetzter Erker mit vier Fensterachsen aus, die von zweigeschossigen Kolossalpilastern eingefasst sind. Im Giebel folgt die eingeschossige Fortsetzung als zweiachsiger Erker mit Söller. |      |